# MBR Explorer
Le MBR Explorer est une sonde spatiale planifiée par l'Agence spatiale des Émirats arabes unis, conçue pour explorer sept astéroïdes de la ceinture principale,. Proposé dans le cadre de la mission des Émirats vers la ceinture d'astéroïdes, il est nommé en reconnaissance du rôle fondamental joué par le cheikh Mohammed ben Rachid Al Maktoum, vice-président et Premier ministre des Émirats arabes unis, dans la création et la croissance du programme spatial des Émirats arabes unis.
La mission d'exploration de la ceinture d'astéroïdes a été annoncée par l'Agence spatiale des Émirats arabes unis en mai 2023 et le lancement est prévu pour mars 2028,,,. De la même manière que leur précédente mission à destination de Mars, le MBR Explorer sera lancé depuis le centre spatial de Tanegashima, cette fois à bord d'une fusée H3.
La sonde pèsera environ 2,8 tonnes et voyagera à une vitesse moyenne de 33 000 km/h.
Le MBR Explorer survolera tout d'abord Vénus en juillet 2028 et la Terre en mai 2029, dans un but d'assistance gravitationnelle. La sonde survolera ensuite les astéroïdes (10253) Westerwald en février 2030,, (623) Chimère en juin 2030 et (13294) Rockox en janvier 2031. Après avoir utilisé l'assistance gravitationnelle de Mars en septembre 2031, la sonde poursuivra son exploration en survolant (88055) 2000 VA28 en juillet 2032, (23871) 1998 RC76 en décembre 2032 et (59980) 1999 SG6 en août 2033. Son voyage fera au total 5 milliards de kilomètres,. La sonde atteindra enfin sa destination finale, (269) Justitia, l'un des astéroïdes les plus rouges de la ceinture principale, autour de laquelle elle se placera en orbite en octobre 2034,. La sonde larguera finalement un petit atterrisseur qui se posera à la surface de Justitia en mai 2035,,.